# Siatkówka plażowa na Igrzyskach Śródziemnomorskich 2009
Siatkówka plażowa na Igrzyskach Śródziemnomorskich 2009 odbywała się na Stadio del Mare w Pescarze.

## Medaliści
| Konkurencja | Złoto                                 | Srebro                                | Brąz                            |
| Mężczyźni   | Manuel Carrasco Jesus Ruiz            | José Manuel Ariza Miguel Ángel de Amo | Paolo Ingrosso Matteo Ingrosso  |
| Kobiety     | Cristina Hopf Aguilar Alejandra Simon | Lucia Bacchi Greta Cicolari           | Morgane Faure Mathilde Giordano |

## Tabela medalowa
| Pozycja | Państwo   |   |   |   | Łącznie |
| ------- | --------- | - | - | - | ------- |
| 1       | Hiszpania | 2 | 1 | 0 | 3       |
| 2       | Włochy    | 0 | 1 | 1 | 2       |
| 3       | Francja   | 0 | 0 | 1 | 1       |
| Łącznie | Łącznie   | 2 | 2 | 2 | 6       |